# Sholay
Sholay (híndi: शोले, em português: 'Brasas') é um filme indiano dirigido por Ramesh Sippy, escrito por Javed Akhtar e Salim Khan e estrelado por Dharmendra, Amitabh Bachchan, Sanjeev Kumar, Hema Malini, Jaya Bhaduri e Amjad Khan.
Sholay recebeu críticas muito negativas após seu lançamento, mas obteve lucros brutos de ₹1.624.100.000 ($80.000.000). O filme é o mais influente e de maior sucesso em Bollywood (ajustado pela inflação). Atualmente o filme arrecadou um total de ₹768.81.00.000 ($160.000.000). Os diálogos e canções de Sholay são partes integrantes da cultura indiana.

## Sinopse
Jai e Veeru são pequenos bandidos que são libertados da prisão, onde são recrutados por um ex-inspetor Thakur Baldev Singh para capturar um notório bandido chamado Gabbar Singh procurado por ₹50.000, pois a dupla salvou Thakur de um assalto a trem, o que faz Thakur recrutá-los para a missão com uma recompensa adicional de ₹20.000. A dupla parte para a vila de Thakur em Ramgarh, onde Gabbar está residindo e aterrorizando os moradores.
Depois de chegar a Ramgarh, Veeru se apaixona por Basanti, uma motorista de carroça falante e agressiva. Jai conhece a nora viúva de Thakur, Radha, e se apaixona por ela, que mais tarde retribui seus sentimentos. Os dois frustram os bandidos de Gabbar, que vieram para extorquir dinheiro. Durante o festival de Holi, a gangue de Gabbar ataca os moradores onde eles encurralam Jai e Veeru, mas a dupla consegue atacar e expulsá-los da vila. A dupla fica chateada com a inação de Thakur (quando Jai e Veeru foram encurralados, Thakur tinha uma arma ao seu alcance, mas não os ajudou) e considera cancelar a missão. Thakur revela que alguns anos atrás, Gabbar matou seus familiares (exceto Radha e Ramlal), e teve ambos os braços cortados; ele escondeu o desmembramento sempre usando um xale, que era a única razão pela qual ele não podia usar a arma.
Vendo o quanto Thakur sofreu, Jai e Veeru ficaram com pena e fizeram um juramento de que capturariam Gabbar vivo, de graça. Depois de aprender o heroísmo da dupla, Gabbar mata o filho do imã local Rahim Chacha, Ahmed, tudo para ameaçar os moradores para fazer Jai e Veeru se renderem a ele. Os moradores se recusam e, em vez disso, fazem a dupla matar alguns capangas de Gabbar em vingança pela morte do garoto. Gabbar revida com raiva, fazendo com que seus homens capturem Veeru e Basanti. Jai chega e ataca o esconderijo, onde o trio consegue fugir do esconderijo de Gabbar com bandidos em perseguição. Atirando de trás de uma pedra, Jai e Veeru quase ficam sem munição. Sem saber que Jai foi ferido no tiroteio, Veeru é forçado a sair para buscar mais munição e também a deixar Basanti em um lugar seguro.
Jai se sacrifica usando sua última bala para acender dinamites em uma ponte de perto, matando os homens de Gabbar. Veeru retorna, e Jai morre, deixando Radha e Veeru devastados. Enfurecido, Veeru ataca a toca de Gabbar e mata seus homens restantes, onde ele pega Gabbar e quase o espanca até a morte. Thakur aparece e lembra Veeru do voto de entregar Gabbar vivo. Thakur usa seus sapatos de sola de espinhos para ferir gravemente Gabbar e suas mãos. A polícia chega e prende Gabbar por seus crimes. Após o funeral de Jai, Veeru deixa Ramgarh e encontra Basanti esperando por ele no trem.

## Elenco
- Dharmendra como Veeru.
- Sanjeev Kumar como Thakur Baldev Singh, Thakur Sahib.
- Amitabh Bachchan como Jai.
- Hema Malini como Basanti.
- Jaya Bhaduri como Radha.
- Amjad Khan como Gabbar Singh.
- Satyen Kappu como Ramlaal.
- A.K. Hangal como Imam.
- Sachin como Ahmed.
- Leela Mishra como Mausi.
- Iftekhar como o pai de Radha.
- Mac Mohan como Sambha.
- Viju Khote como Kaalia.
- Jagdeep como Soorma Bhopali.
- Asrani como el carcereiro.
- Keshto Mukherjee como Hariram Naai.
- Raj Kishore como o prisioneiro.
- Helen como a cigana.
- Jalal Agha como o cigano.

## Recepção
As críticas iniciais de Sholay foram negativas. Entre os críticos contemporâneos, K.L. Amladi do India Today chamou o filme de "brasa morta" e "uma tentativa gravemente falha". Filmfare disse que o filme foi uma mistura malsucedida de estilo ocidental com o meio indiano, tornando-o uma "imitação de faroeste - nem aqui nem ali". Outros o rotularam como "som e fúria que não significam nada" e uma "decolagem de segunda categoria" do filme de 1971 Mera Gaon Mera Desh. Jornais especializados e colunistas inicialmente chamaram o filme de um fracasso. Em um artigo de 1976 no periódico Studies: An Irish Quarterly Review, o autor Michael Gallagher elogiou a conquista técnica do filme, mas criticou-o de outra forma, afirmando: "Como espetáculo, ele inova, mas em todos os outros níveis é intolerável: sem forma, incoerente, superficial na imagem humana e uma peça de violência um tanto desagradável".
Com o tempo, a recepção crítica a Sholay melhorou muito; agora é considerado um clássico e um dos maiores filmes em hindi. Em uma crítica da BBC de 2005, os personagens completos e a narrativa simples do filme foram elogiados, mas as participações cômicas de Asrani e Jagdeep foram consideradas desnecessárias. No 35º aniversário do filme, o Hindustan Times escreveu que foi um "pioneiro em termos de trabalho de câmera e também de música" e que "praticamente cada cena, diálogo ou mesmo um pequeno personagem foi um destaque". Em 2006, a Film Society of Lincoln Center descreveu Sholay como "uma mistura extraordinária e totalmente perfeita de aventura, comédia, música e dança", rotulando-o como um "clássico indiscutível". O crítico do Chicago Review, Ted Shen, criticou o filme em 2002 por seu enredo estereotipado e cinematografia "desleixada", e observou que o filme "alterna entre pastelão e melodrama". Em seu obituário do produtor G.P. Sippy, o The New York Times disse que Sholay "revolucionou a produção cinematográfica hindi e trouxe verdadeiro profissionalismo à escrita de roteiros indianos".

## Prêmios

### Prêmios Filmfare
- Prêmio Filmfare de Melhor Edição - MS Shinde[2] (1976)

### Prêmios da Associação de Jornalistas de Cinema Bengali
- Melhor Ator Coadjuvante (Hindi) - Amjad Khan[12] (1976)

- Melhor Diretor de Fotografia (Cor) - Dwarka Divecha[12] (1976)

- Melhor Direção de Arte - Ram Yadekar[12] (1976)